# Воробин
Воробин — колишній фільварок біля Дубровиці, на території сучасного Сарненського району Рівненської області України. На фільварку у минулому був палац, зруйнований під час подій 1917—1918 років. Сьогодні Воробин є частиною Дубровиці. На його території діє поліклініка.

## Назва
Згадується як Воробин, Воробине, Дубровиця-Воробин, Воробино. Польською мовою згадується як Worobin, російською — як Воробинъ.

## Географія
Фільварок був розташований за 3 км на північ від містечка Домбровиця, та за 126 км від Рівного, біля сіл Селець, Ясинець та Мочулище.

## Історія
Воробин згадується в роздільному записі княгині Марії Юріївної Гольшанської від 6 жовтня 1580 року як «містечко нове Воробин» («местечъко новое Воробинъ»), за яким воно разом з Дубровицею та низкою інших володінь княгині переходили у власність її дочки, Варвари Козинської, одруженої з Андрієм Фірлеєм, каштеляном малогоським.
У XVII столітті Воробин згадується серед володінь княгині Соломерецької Марети Миколаївної (пом. 1675), дружини булаковського старости Казиміра Нарушевича (пом. до 1667). Входив до Пінського повіту Берестейського воєводства.

### Плятери
З кінця XVIII століття маєтком у Воробині володіли представники роду Плятерів (Броель-Плятерів). Наприкінці XVIII століття Плятери переносять свою резиденцію з Дубровиці до колишнього фільварку у Воробині, де будують палац. Юзеф Антоній Вільгельм Плятер збудував у Воробині два будинки для гостей у класичному стилі, у яких зрештою мешкали самі Плятери, оскільки палац залишався недобудованим. Палац був прикрашений мармуровими колонами, барельєфами, скульптурами, мав велику бібліотеку та архів.
Також Юзефом Антонієм Плятером була заснована бібліотека, яка містила 5 000 томів. В архіві маєтку зберігалося понад 200 000 документів щодо князів Дубровицьких-Гольшанських, представників родів Вишневецьких, Мнішків, Замойських та інші родові архіви Волині та Волинського Полісся. Також у палаці була велика картинна галерея, у якій містилася картина Скорботної Богородиці, приписувана Доменікіно. Довкола був розкішний парк зі штучними озерами та сад. У 1860 році фонд бібліотеки власник палацу подарував Варшавській публічній бібліотеці.

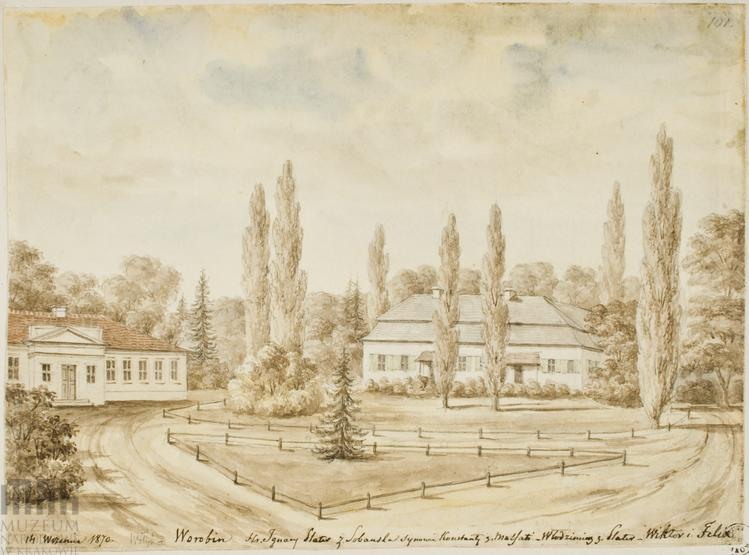
Наполеон Орда. «Двір Плятера», 1870 рік

У 1820 році у Воробині діяла суконна мануфактура, винокурня, цегельня. У вересні 1870 року графа Ігнатія Плятера у Воробині відвідав музикант та художник Наполеон Орда, який під час відвідин зробив декілька замальовок олівцем, серед яких — «Двір Плятера» (згодом стала малюнком, сьогодні зберігається в музеї Кракова) та «Костел Іоанна Хрестителя» (згодом стала літографією). 1862 року у Воробині відкритий винокурний і спиртоочисний завод, який виробляв спирт з пшениці і картоплі.
У 1885 році фільварок входив до складу Домбровицької волості Рівненського повіту Російської імперії, на ньому діяли водяний млин, пивоварний і винокурний завод та католицька каплиця (домова). На початку XX століття фільварок належав графам Плятерам з Дубровиці, на ньому працювали ґуральня (працювало 16 робітників, річна продукція в 1909—1910 роках — 85 936 відер 40° горілки), водяний млин, бровар.

### Революційні події 1917—1918
У 1917—1920 роки нетривалий час перебувало в складі Української Народної Республіки. Восени 1917 року дубровицькі більшовики почали громити маєтки, ділити графську землю (графи мали понад 28 тис. десятин), сільськогосподарський реманент. З цього приводу графиня звернулась до губернського комісара Тимчасового уряду з телеграмою щодо захисту від дій більшовиків.

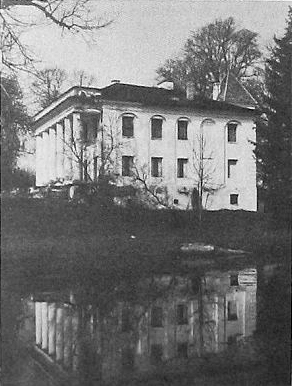
Палац Плятерів, початок XX століття

Киевская Мысль, 27 (14) ноября 1918 года, № 225
У другій половині лютого 1918 року після зайняття Дубровиці австро-німецькими військами графи повернулися до свого маєтку, для охорони якого на їхнє прохання влада Української Держави виділила загін гайдамаків з 20 осіб з одним старшиною.
У листопаді 1918 року, після захоплення Дубровиці внаслідок організованого комуністами збройного повстання, більшовики та кількатисячний натовп селян почали наступ на Воробин, де вступили в бій з українськими частинами, який завершився захопленням маєтку червоними. Разом з адміністрацією маєтку були вбиті співвласники Воробину, Ігнацій (Гнат) (1888—1918) та Антоній (Антон) (1890—1918) Плятери. За даними української історикині Лесі Алексієвець, маєток було захоплено 5 грудня 1918 року, наступного після зайняття Дубровиці дня. За спогадами очевидця подій Павла Селезіона, бій тривав 3 дні та завершився коли в захисників завершилися набої, після чого нападники кинули мертвих та уцілілих гайдамаків разом з двома графами до ями й поховали їх живцем, після чого пограбували маєток і розігнали слуг. Відповідно до даних Яцека Броель-Плятера, сина уцілілого графа, та новини в газеті «Киевская Мысль», нападники підпалили будівлю, після чого захисники палацу вистрибнули назовні, де були вбиті. За новиною в газеті були вбиті графи та 8 охоронців, за Яцеком — 2 брати Плятери та 9 працівників маєтку.

### Міжвоєнний час
Єдиний уцілілий з графів, наймолодший брат Вітольд (1893—1961), вирішив не повертатися до спаленого маєтку та відбудовувати його, а переїхав до нового двору в Осечі Брестсько-Куявського воєводства. За іншими даними Вітольд все ж відбудував маєток, проте вже більше ніколи в ньому не жив.
У 1921—1939 роки входив до складу Польщі. У 1921 році фільварок входив до складу гміни Домбровиця Сарненського повіту Поліського воєводства Польської Республіки. 1930 року Сарненський повіт приєднаний до складу Волинського воєводства. У 1936 році Воробин належав до громади Домбровиця гміни Домбровиця Волинського воєводства.

### Після 1939
З 1939 року — у складі Дубровицького району Рівненської області УРСР. У 1941 році німецькі війська розбомбили радянський штаб, який містився у Воробині, внаслідок чого були знищені колишні садиби. Під час Другої світової війни більшовицькі підпільники спільно з червоними партизанами спалили фільварок та вивели з ладу Воробинський спиртовий завод.
В адміністративно-територіальному устрої Дубровицького району станом на 1946 рік населений пункт з такою назвою відсутній. У другій половині XX століття в парку колишнього графського маєтку Воробина було засноване медичне містечко з поліклінікою, стаціонаром, лабораторіями та спеціалізованими кабінетами. Сьогодні Воробин входить до складу Дубровиці. Від колишньої садиби Плятерів збереглися лише залишки парку. У місті є вулиця Воробинська, яка веде до колишнього фільварку. Ця вулиця відома з XVIII століття, у 1940-х роках носила назву вулиці Сталіна, у 1949—1992 роках називалася Комуністичною.

## Населення
Станом на 1859 рік, на поміщицькому фільварку Воробин налічувалося 13 дворів та 14 жителів римсько-католицької віри (3 чоловіки і 11 жінок).
Наприкінці XIX століття на фільварку було 14 домів та мешкало 232 жителі. Станом на 1906 рік на фільварку нараховувалося 18 дворів та 461 мешканець.
За даними перепису населення Польщі 10 вересня 1921 року на фільварку налічувалося 10 будинків та 152 мешканці, з них: 73 чоловіки та 79 жінок; 84 православні та 68 римо-католиків; 103 українці та 49 поляків.

## Релігія
У 1885 році у Воробині була католицька каплиця (домова) 1772 року. Католицька громада фільварку в 1938 році належала до парафії Домбровиці.

## Галерея

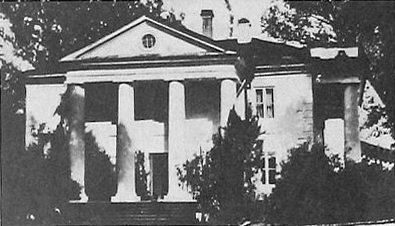
Палац Плятерів, початок XX століття
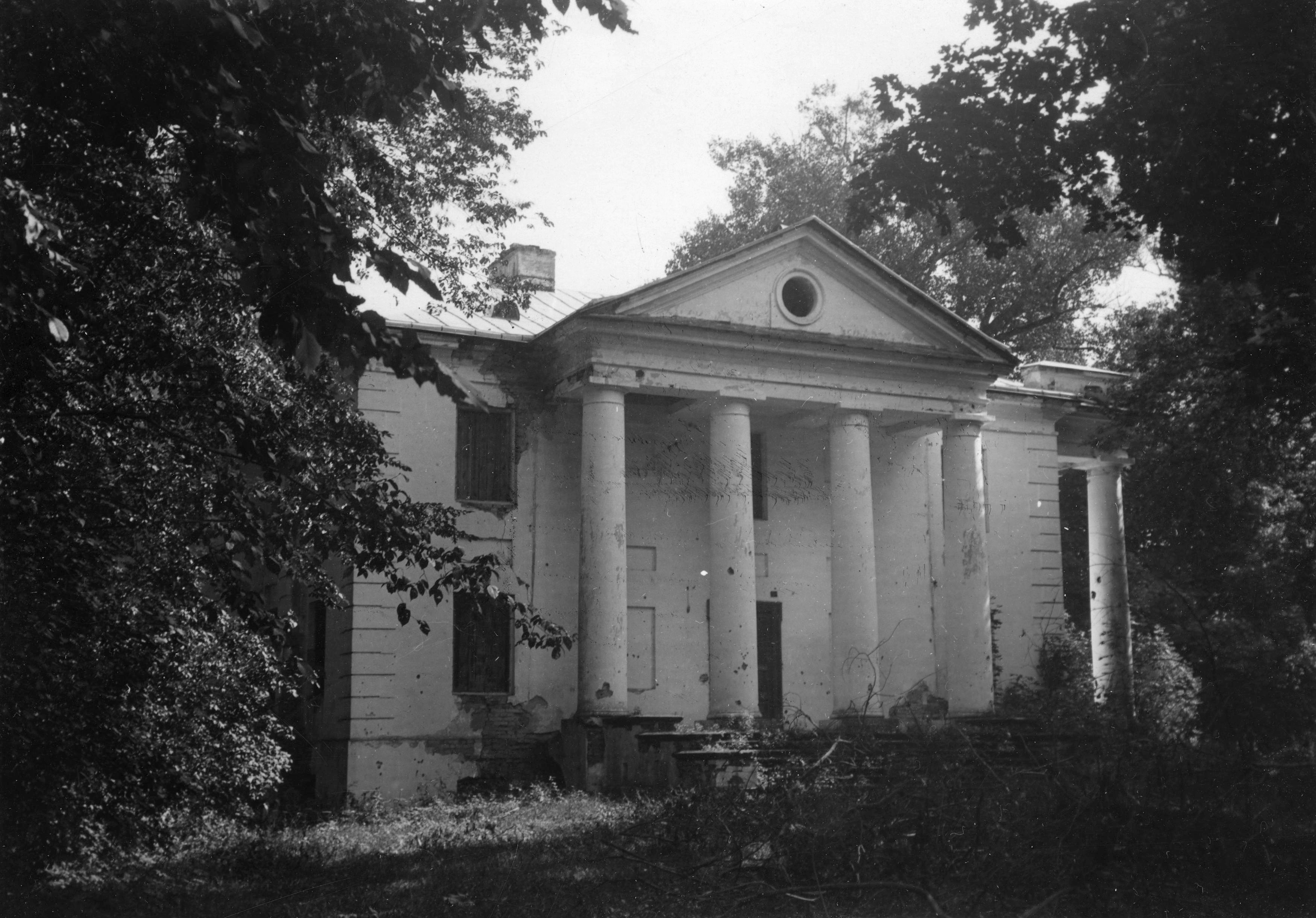
Палац Плятерів, перша половина XX століття
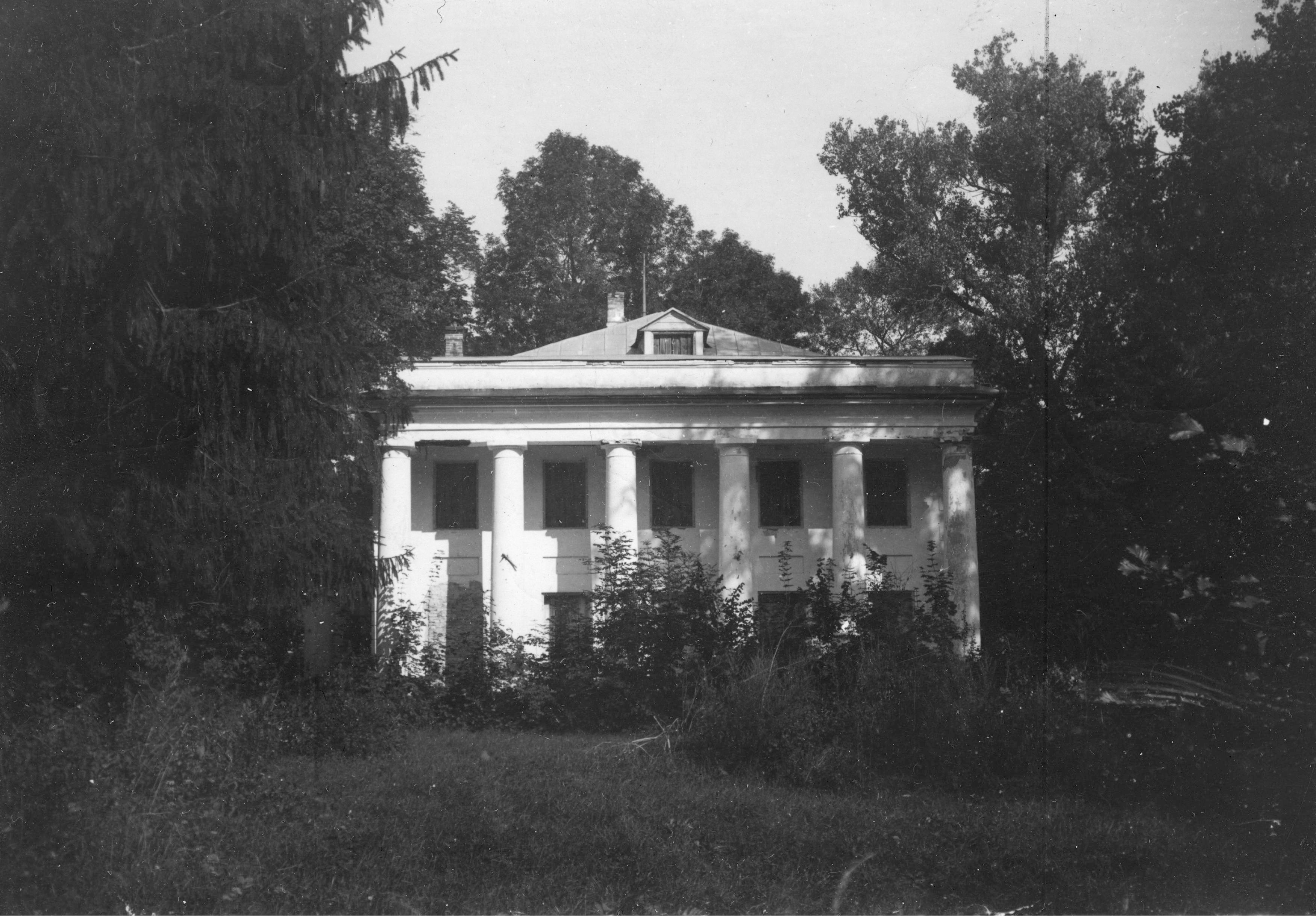
Палац Плятерів, перша половина XX століття
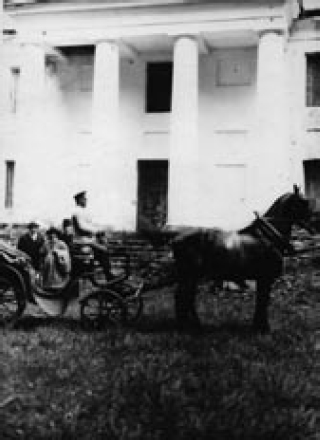
Палац Плятерів, перша половина XX століття
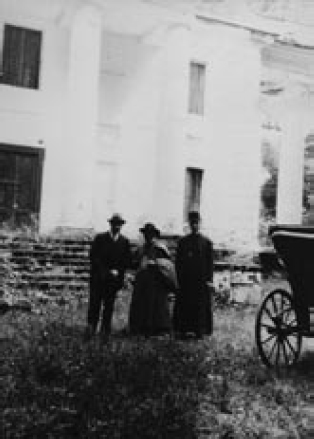
Палац Плятерів, перша половина XX століття

#### Книги
- Степанов Л. С. Дубровиця // Історія міст і сіл Української РСР. Ровенська область. — К. : Головна редакція УРЕ АН УРСР, 1973. — С. 259—269. — 15 000 прим.

#### Наукові статті
- Алексієвець Л. Дубровиця крізь віки: основні віхи історичного розвитку / Л. Алексієвець, М. Алексієвець // Україна-Європа-Світ. Міжнародний збірник наукових праць. — 2015. — № 16(2). — С. 20-35. — (Серія: Історія, міжнародні відносини). Процитовано 9 листопада 2019.
- Себта Тетяна. Фонди магнатських архівів та судово-адміністративних установ КЦАДА у контексті взаємних претензій Рейхскомісаріату України та Генерал-губернаторства Польщі / Тетяна Себта, Наталія Черкаська // Архіви України. — 2003. — № 4-6(252). — С. 184-312. Процитовано 9 листопада 2019.

#### Мапи
- Історичний Атлас України / Гол. ред. Л. Винар; Упорядн.: І. Тесля, Е. Тютько. Українське історичне товариство. — Монреаль; Нью-Йорк; Мюнхен, 1980. — 182 с.